# Llinda de Can Sais-Jansana
La Llinda de Can Sais-Jansana és una obra de Vidreres (Selva) inclosa a l'Inventari del Patrimoni Arquitectònic de Catalunya.

## Descripció
Es tracta d'una llinda antiga situada en un pati posterior a l'aire lliure. La seva conservació es deu a la inscripció que conté, que dona informació de la religiositat popular i del constructor de la casa al segle xviii.
El dintell, que està trencat per tres parts esquerdades, té forma rectangular. Malgrat això, a la part superior té un encaix per a sostenir les mènsules d'un antic balcó que existia sobre la porta principal d'aquesta casa. Aquestes pedres mensulars també es conserven en altres parts del pati-jardí dels Sais-Jansana.
La llinda porta una inscripció que diu el següent: “TEM A DEU / I AL PECAT / INVOCA LA MARE DE DEU I SERAS ACONSOLAT / F CO COMA NATURAL DE MONTEGUT PROP / DE TORTELLA MESTRA DE CASAS FABRE I DE 1779”.